# NGC 2431
NGC 2431 est une galaxie spirale barrée située dans la constellation du Lynx. NGC 2431 a été découvert par l'astronome germano-britannique William Herschel en 1790. Cette galaxie a aussi été observée par l'astronome britannique John Herschel le 16 février 1831 et elle a été inscrite au New General Catalog sous la cote NGC 2436.

## Caractéristiques
Sa vitesse par rapport au fond diffus cosmologique est de 5 780 ± 65 km/s, ce qui correspond à une distance de Hubble de 85,3 ± 6,1 Mpc (∼278 millions d'al).
La classe de luminosité de NGC 2431 est I.

## Supernova
La supernova SN 2011bh a été découverte dans NGC 2431 le 29 mars 2011 par les astronomes amateurs canadien Jack Newton et américain Tim Puckett. Cette supernova était de type c. 